# Philharmonia Frankfurt
Die Philharmonia Frankfurt ist ein 2019 gegründetes deutsches internationales Orchester aus Frankfurt am Main.

## Geschichte
Das Orchester Philharmonia Frankfurt wurde 2019 von Absolventen der Hochschule für Musik und Darstellende Kunst Frankfurt am Main ins Leben gerufen. Die 45 Ensemblemitglieder kommen aus verschiedensten europäischen Ländern, aus der Türkei, Israel, Südamerika, Asien und Australien.
Durch seine internationale Besetzung ist das Repertoire des Orchesters sehr breitgefächert, es reicht von der Barockmusik bis zur Moderne, von Kammermusik bis zu großer Sinfonik.
Daneben gibt es auch diverse Crossover-Projekte mit Rock- und Jazz-Musikern sowie mit elektronischer Musik.
Seit seiner Gründung ist das Orchester Anziehungspunkt internationaler Solisten, wie u. a. Gautier Capuçon, Mischa Maisky, Ute Lemper, Giora Feidman, Ksenija Sidorova, Simone Kermes, Nigel Kennedy, Maria Ioudenitch, Vadim Repin, Simon Höfele, Deborah Sasson, Nils Landgren, Hannah Schlubeck, Eva Lind, Dmitri Berlinsky, Lilya Zilberstein, Martin Stadtfeld, Nikolai Tokarew, Sergei Nakariakov oder dem Janoska Ensemble.
Engagements führten das Ensemble in die Frankfurter Alte Oper, Kölner Philharmonie, Laeiszhalle Hamburg, Gewandhaus Leipzig, Tonhalle Düsseldorf, Berliner Philharmonie und VW-Autostadt, nach Südkorea, Israel, Südamerika, Dubai, Volksrepublik China und in die Türkei sowie zu den Harzburger Musiktagen, dem Festival Europäische Kirchenmusik und Zelt-Musik-Festival.
Chefdirigent des Orchesters ist Juri Gilbo, dem auch die künstlerische Leitung des Ensembles obliegt.